# Pieter Soepboer
Pieter Soepboer (Nes, 6 juni 1920 – Leeuwarden, 16 juli 1998) was een Nederlands politicus van de ARP en later het CDA.
Hij werd geboren in een dorp in de Friese toenmalige gemeente Westdongeradeel en na zijn opleiding aan een landbouwschool was hij vanaf 1942 werkzaam bij de landbouwvoorlichting. In 1957 maakte hij de overstap naar het landbouwonderwijs waar hij tot 1975 docent zou blijven. Daarnaast was hij vanaf 1958 lid van de gemeenteraad van Leeuwarderadeel waar hij in 1969 ook wethouder werd. In april 1980 werd Soepboer waarnemend burgemeester van Oostdongeradeel. Op 1 januari 1984 ging die gemeente samen met Dokkum en Westdongeradeel op in de nieuwe gemeente Dongeradeel waarmee zijn functie kwam te vervallen.
Soepboer was Ridder in de Orde van Oranje-Nassau. Midden 1998 overleed hij op 78-jarige leeftijd.